# Michael Chaput
Michael Chaput, född 9 april 1992, är en kanadensisk professionell ishockeyspelare som tillhör NHL-organisationen Arizona Coyotes och spelar för deras farmarlag Tucson Roadrunners i AHL.  
Han har tidigare spelat på NHL-nivå för Montreal Canadiens, Vancouver Canucks, Columbus Blue Jackets i NHL och på lägre nivåer för Rocket de Laval, Utica Comets, Lake Erie Monsters och Springfield Falcons i AHL samt Shawinigan Cataractes och Lewiston Maineiacs i QMJHL.

## Klubblagskarriär

### NHL

#### Philadelphia Flyers
Chaput draftades i tredje rundan i 2010 års draft av Philadelphia Flyers som 89:e spelare totalt. Han blev dock tradad av Flyers till Columbus Blue Jackets den 28 februari 2011, och spelade aldrig en match för Flyers.

#### Columbus Blue Jackets
Efter att ha blivit tradad till Blue Jackets 2011, skrev han på ett treårigt entry level-kontrakt med klubben den 28 april 2012. Chaput tillhörde Blue Jackets under delar av fem säsonger och gjorde 8 poäng på 58 matcher med klubben. När hans kontrakt gick ut blev han free agent den 1 juli 2016.

#### Vancouver Canucks
Chaput skrev på ett ettårskontrakt med Vancouver Canucks som free agent den 1 juli 2016 och inledde säsongen 2016–17 med klubbens farmarlag, Utica Comets, i AHL. Han säsongsdebuterade med Canucks den 7 november. Den 12 februari 2017 gjorde han två mål i en 4-2-vinst mot Buffalo Sabres, hans första flermålsmatch i NHL.

#### Chicago Blackhawks
Canucks tradade honom till Chicago Blackhawks den 24 juni 2018, i utbyte mot Tanner Kero.

#### Montreal Canadiens
Den 1 juli samma år blev han free agent och skrev på ett tvåårskontrakt värt 1,35 miljoner dollar med Montreal Canadiens.

#### Arizona Coyotes
Den 25 februari 2019 tradades han till Arizona Coyotes i utbyte mot Jordan Weal.